# Route départementale 24 (Charente-Maritime)
Pour les articles homonymes, voir Route départementale 24.
La route départementale 24 du réseau routier départemental de la Charente-Maritime relie la zone d'activités des Coteaux (dans la commune de Saintes) au lieu-dit Chez Landard (dans la commune de Chérac).
Au-delà de Chez Landard, elle est prolongée, jusqu'à Cognac, par la route départementale 83 du réseau routier départemental de la Charente.
Cette route fait partie des « routes départementales de première catégorie » telles que définies dans le Schéma Routier Départemental adopté en 2008 par le conseil général.

## Itinéraire
- Saintes
  - Zone d'activités des Coteaux
  - Voiville
  - Avenue de Saintonge
  - Rue du Docteur Jean
- Chaniers
  - Port Hublé
  - Chaniers
- Dompierre-sur-Charente
  - Orlac
  - Dompierre
  - Le Bas Bourg
- Chérac
  - Le Treuil
  - Chez Landard
  - Liaison avec la route D 83 en Charente

Le tracé de la route départementale 24 est plus proche du fleuve Charente que celui de la route nationale 141, qui relie elle aussi Saintes à Cognac. La route départementale 24 est donc surnommée la « route basse », par opposition à la RN 141 qui est surnommée la « route haute ».
Cette proximité avec le fleuve rend la RD 24 particulièrement exposée aux submersions et aux inondations lors des fréquentes crues de la Charente,,.